# لوکو هیلز (نیومکزیکو)
لوکو هیلز (به انگلیسی: Loco Hills) یک منطقهٔ مسکونی در ایالات متحده آمریکا است که در نیومکزیکو واقع شده‌است. لوکو هیلز ۱۲۶ نفر جمعیت دارد و ۱٬۱۱۳٫۱۴ متر بالاتر از سطح دریا واقع شده‌است.